# Bughà aix-Xarabí
Bughà aix-Xarabí (àrab: بغا الشرابي, Buḡā ax-Xarābī,‘Bughà el Coper’), també conegut com a as-Saghir (àrab: بغا الصغير, Buḡā aṣ-Ṣaḡīr, ‘Bughà el Jove’) fou un general d'origen turc que portà el títol d'amir al-muminín.
Va participar, durant el califat d'al-Mutawàkkil (847-861), en la repressió de la rebel·lió de l'Azerbaidjan. En sospitar que el califa volia disminuir la influència dels oficials turcs, va dirigir una conspiració que va assassinar el califa. Llavors, junt amb un altre oficial amb qui s'havia aliat, Wassif, va prendre el control efectiu del poder sota al-Múntassir (861-862) i al-Mustaín (862-866). Quan al-Mútazz (866-869) va pujar al tron va intentar desfer-se de Bughà, però no va aconseguir deposar-lo de les seves funcions fins que el 868 el va poder fer empresonar i executar.